# Мечеть Шах Султан Гусейна
Мечеть Шах Султан Гусейна (азерб. Şah Sultan Hüseyn məscidi) — мечеть XVIII века, расположенная в селе Новханы в Апшеронском районе Азербайджана, в 21 километре от Баку.
В 30-х годах XX века мечеть была закрыта советскими властями для посещения, вследствие чего со временем была разрушена и пришла в непригодное состояние.
Мечеть относится к апшеронской архитектурной школе. Несмотря на то, что мечеть по своим размерам невелика, однако архитектурные элементы на стенах сохраняют свой объем и тонкость. Стены молельного зала украшены орнаментами, а купол выполнен в виде стрельчатых арок. 